# La grazia
La grazia is een toekomstige Italiaanse dramafilm, geschreven, geregisseerd en geproduceerd door Paolo Sorrentino. De hoofdrollen worden vertolkt door Toni Servillo en Anna Ferzetti.

## Verhaal
De film volgt de laatste dagen van een fictief Italiaans presidentschap.

## Rolverdeling
| Acteur              | Personage         |
| ------------------- | ----------------- |
| Toni Servillo       | president         |
| Anna Ferzetti       | Dorotea           |
| Massimo Venturiello | Ugo Romani        |
| Orlando Cinque      | Colonnello Labaro |
| Milvia Marigliano   | Coco Valori       |
| Giuseppe Gaiani     | Lanfranco Mare    |
| Giovanna Guida      | Valeria Cafiero   |

## Productie
De film werd aangekondigd op 4 december 2024, met Paolo Sorrentino als schrijver en regisseur. Toni Servillo, die al meerdere malen meewerkte met Sorrentino, werd ook aangekondigd bij de cast.

### Filmopnames
De filmopnames gingen in maart 2025 van start in Turijn. De opnames vonden plaats in het Castello del Valentino, het kasteel Moncalieri, het Palazzo Chiablese, de Polytechnische Universiteit van Turijn, de Accademia delle Scienze di Torino, het Museo Egizio en de bowlingbaan Tesoriera. Er vonden ook filmopnames plaats op de Piazza di Spagna in Rome. De opnames waren begin mei 2025 voltooid.

## Release
La grazia zal op 27 augustus 2025 in première gaan als openingsfilm van het Filmfestival van Venetië in de competitie voor de Gouden Leeuw.

## Prijzen en nominaties
De belangrijkste:
| Jaar | Prijs                    | Categorie    | Genomineerde(n)  | Uitslag       |
| ---- | ------------------------ | ------------ | ---------------- | ------------- |
| 2025 | Filmfestival van Venetië | Gouden Leeuw | Paolo Sorrentino | In afwachting |